# NGC 539
NGC 539 è una vasta e lontana galassia a spirale barrata situata nella costellazione della Balena a una distanza di circa 450 milioni di anni luce dalla nostra Via Lattea.

## Descrizione
La galassia ha una classe di luminosità III e presenta una larga riga a 21 cm dell'idrogeno neutro.
Data la sua luminosità superficiale pari a 14,30, NGC 539 può essere classificata come una galassia a bassa luminosità superficiale (nella letteratura in lingua inglese abbreviata in LSB, acronimo di Low Surface Brightness). Le galassie LSB sono galassie di tipo diffuso (D) con una luminosità superficiale inferiore di almeno una magnitudine a quella del cielo notturno circostante.

## Scoperta
NGC 539 è stata scoperta il 31 ottobre 1885 dall'astronomo statunitense Francis Leavenworth. Lo stesso Leavenworth riosservò la medesima galassia l'anno successivo, senza rendersi conto che era la stessa già osservata l'anno precedente. Questa seconda osservazione è stata registrata nel New General Catalogue come NGC 563.

## Supernova
La supernova SN 2008gg è stata scoperta all'interno di NGC 539 il 9 ottobre 2008 da parte dell'astronome statunitense Andrew J. Drake nel corso dell'indagine astronomica CSS (Catalina Sky Survey) dell'Università dell'Arizona. È stata classificata come supernova di tipo Ia.